# Episodi di Maledetti scarafaggi (settima stagione)
La settima ed ultima stagione di Maledetti scarafaggi è andata in onda in Italia su K2, a partire dal 19 marzo 2018, con il titolo Oggy forever. La stagione contiene remake degli episodi della prima e seconda stagione della serie e nuovi episodi.
| n° | Titolo originale              | Titolo italiano                         | Titolo inglese                                    | Prima TV USA   | Prima TV Francia | Prima TV Italia  |
| -- | ----------------------------- | --------------------------------------- | ------------------------------------------------- | -------------- | ---------------- | ---------------- |
| 1  | Les vertiges de la lecture    | Cime tempestose                         | Library Hysteria (22 Ottobre 2022)                | 19 marzo 2018  | 2 ottobre 2018   | 19 marzo 2018    |
| 2  | Un trésor bien gardé          | La mia bellissima prigione              | Well Guarded Gold (23 Ottobre 2022)               | 20 marzo 2018  | 3 ottobre 2018   | 20 marzo 2018    |
| 3  | La ruée vers l'or noir        | La febbre del sabato sera               | The Black Gold Rush (28 Ottobre 2022)             | 21 marzo 2018  | 4 ottobre 2018   | 21 marzo 2018    |
| 4  | Oggy Babysitter               | Non toccare quella culla                | Oggy The Babysitter (29 Ottobre 2022)             | 22 marzo 2018  | 5 ottobre 2018   | 22 marzo 2018    |
| 5  | Maison hantée                 | Il cacciatore di fantasmi               | Ghost Hunting (31 Ottobre 2022)                   | 23 marzo 2018  | 6 ottobre 2018   | 23 marzo 2018    |
| 6  | Le surdoué                    | Bambino prodigio                        | The Whiz-Kid (1 Novembre 2022)                    | 26 marzo 2018  | 7 ottobre 2018   | 26 marzo 2018    |
| 7  | Oggy et le drôle de Drone     | Drone fuori controllo                   | Drone Out of Control! (4 Novembre 2022)           | 27 marzo 2018  | 8 ottobre 2018   | 27 marzo 2018    |
| 8  | L'exosquelette d'Oggy         | I tecnofile                             | Oggy's Exoskeleton (5 Novembre 2022)              | 28 marzo 2018  | 9 ottobre 2018   | 28 marzo 2018    |
| 9  | Oggy en Egypte                | Scarafaggi d'Egitto                     | The Sacred Roaches (6 Novembre 2022)              | 29 marzo 2018  | 10 ottobre 2018  | 29 marzo 2018    |
| 10 | Délavés!                      | Bianco e nero                           | Bleached! (7 Novembre 2022)                       | 9 aprile 2018  | 11 ottobre 2018  | 9 aprile 2018    |
| 11 | Désastre aux attractions      | Luna Park                               | Wild Rides at Fair (23 Novembre 2022)             | 11 aprile 2018 | 12 ottobre 2018  | 11 aprile 2018   |
| 12 | La jungle du jardin           | Il giardino degli orrori                | Oggy's Jungle (15 Dicembre 2022)                  | TBA            |                  | 13 aprile 2018   |
| 13 | Cafards de Noël               | Green Peace                             | Xmas Tree Quest (24 Dicembre 2022)                | TBA            |                  | 15 aprile 2018   |
| 14 | Ça plane pour Oggy            | Volare che passione                     | Panic in the Air (16 Gennaio 2023)                | TBA            |                  | 17 aprile 2018   |
| 15 | Club Oggy                     | Vita in spiaggia                        | Oggy's Beach Club (17 Gennaio 2023)               | TBA            |                  | 19 aprile 2018   |
| 16 | Oggy et le bracelet connecté  | Il tutore non così intelligente         | Oggy and the Not so Smart (15 Febbraio 2023)      | TBA            |                  | 21 aprile 2018   |
| 17 | Oggy Zen                      | Figli dei fiori                         | Zen Oggy (26 Febbraio 2023)                       | TBA            |                  | 23 aprile 2018   |
| 18 | Escargots contre cafards      | Vita da lumache                         | Oggy Snail Farmer (15 Marzo 2023)                 | TBA            |                  | 25 aprile 2018   |
| 19 | Sports d'intérieur extrêmes   | Sport indoor estremi                    | Extreme Indoor Sports (5 Aprile 2023)             | TBA            |                  | 27 aprile 2018   |
| 20 | Le rongeur d'acier            | Scontro fra titani                      | Mouse Attack (13 Aprile 2023)                     | TBA            |                  | 29 aprile 2018   |
| 21 | Operation Séduction           | Vai Jack                                | The Power of Love (14 Aprile 2023)                | TBA            |                  | 1 maggio 2018    |
| 22 | Le doudou d'Oggy              | L'orsetto di Oggy                       | Oggy's Teddy Bear (15 Aprile 2023)                | TBA            |                  | 3 maggio 2018    |
| 23 | L'hôte du frigo               | Il pinguino                             | Guess Who's in the Fridge (16 Aprile 2023)        | TBA            |                  | 5 maggio 2018    |
| 24 | Les cafards déménagent        | Vietato l'accesso                       | The Roaches Move (17 Aprile 2023)                 | TBA            |                  | 7 maggio 2018    |
| 25 | Le grand saut                 | Acrobazie                               | Freefall Jump (18 Aprile 2023)                    | TBA            |                  | 9 maggio 2018    |
| 26 | À fond les manettes           | La grande corsa                         | Oggy at Top Speed (15 Maggio 2023)                | TBA            |                  | 11 maggio 2018   |
| 27 | À l'intérieur d'Oggy          | Yogurt con sorpresa                     | Inside Oggy (9 Giugno 2023)                       | TBA            |                  | 13 maggio 2018   |
| 28 | Vision extralucide            | Scarafaggi visione                      | Roach Vision (18 Giugno 2023)                     | TBA            |                  | 15 maggio 2018   |
| 29 | Halte aux martiens            | Obbiettivo Terra                        | Welcome to Mars (19 Giugno 2023)                  | TBA            |                  | 17 maggio 2018   |
| 30 | Comme sur des rails           | Non affacciarti alla finestra           | Roach Express (20 Giugno 2023)                    | TBA            |                  | 19 maggio 2018   |
| 31 | Oggymon Go                    | Oggymon Go                              | Oggymon Go (21 Giugno 2023)                       | TBA            |                  | 21 maggio 2018   |
| 32 | Coup de balai!                | Oggy e la scopa magica                  | Broom Driving (2 Luglio 2023)                     | TBA            |                  | 23 maggio 2018   |
| 33 | Brasse coulée                 | Abissi                                  | Oggy Learns Swim Or Not (15 Luglio 2023)          | TBA            |                  | 25 maggio 2018   |
| 34 | Un coup de main, Oggy?!       | Dammi una mano Oggy                     | Lend Me a Hand Oggy! (16 Luglio 2023)             | TBA            |                  | 27 maggio 2018   |
| 35 | Vive les vacances!            | Oggy il vagabondo                       | Oggy's Vacations (17 Luglio 2023)                 | TBA            |                  | 29 maggio 2018   |
| 36 | A la poubelle                 | Spazzatura                              | Dumpster Diving (18 Luglio 2023)                  | TBA            |                  | 1 giugno 2018    |
| 37 | Ténor contre ténor            | Una serata all'opera                    | Oggy at the Opera (1 Agosto 2023)                 | TBA            |                  | 3 giugno 2018    |
| 38 | La photocopieuse              | Una sosia di carta                      | Oggy Copy Cat (2 Agosto 2023)                     | TBA            |                  | 5 giugno 2018    |
| 39 | Cafard des champs             | Collorosso pidocchioso                  | A Roachneck Cousin (3 Agosto 2023)                | TBA            |                  | 7 giugno 2018    |
| 40 | Un Oggy pour Deux             | Oggy commentatore                       | Sharing Oggy (4 Agosto 2023)                      | TBA            |                  | 9 giugno 2018    |
| 41 | Panique à tous les étages     | Su e giù                                | Oggy's Elevator (5 Agosto 2023)                   | TBA            |                  | 11 giugno 2018   |
| 42 | Bobos à l'hôpital             | Pronto soccorso                         | Very Special Treatment (22 Agosto 2023)           | TBA            |                  | 13 giugno 2018   |
| 43 | Oggy fait la grue             | Oggy e la gru                           | Oggy Cranes His Neck (15 Settembre 2023)          | TBA            |                  | 15 giugno 2018   |
| 44 | Le gros lot                   | Dieta del latte                         | And The Winner Is... Dee Dee! (16 Settembre 2023) | TBA            |                  | 17 giugno 2018   |
| 45 | Oggy à Paris                  | Benvenuti a Parigi                      | Oggy Goes to Paris (17 Settembre 2023)            | TBA            |                  | 19 giugno 2018   |
| 46 | Quel chantier                 | C'è chi scende e c'è chi sale           | Vertigo! (22 Settembre 2023)                      | TBA            |                  | 21 giugno 2018   |
| 47 | Commando pour un frigo        | In trappola                             | High Security Fridge (8 Ottobre 2023)             | TBA            |                  | 23 giugno 2018   |
| 48 | L'as du golf                  | Una partita a golf                      | The Golf Pro (9 Ottobre 2023)                     | TBA            |                  | 25 giugno 2018   |
| 49 | Un carrosse pour Jack         | La zucca che fingeva essere una Ferrari | At The Stroke Of Midnight (10 Ottobre 2023)       | TBA            |                  | 27 giugno 2018   |
| 50 | Oggy et les extra-terrestres  | Scarafaggi spaziali                     | Alien Roaches (1 Novembre 2023)                   | TBA            |                  | 29 giugno 2018   |
| 51 | Rires en boite                | Risate a comando                        | The Laugh Box (2 Novembre 2023)                   | TBA            |                  | 1 luglio 2018    |
| 52 | Cache-Cache Moustaches        | Nascondi                                | Hide and Go Whiskers! (3 Novembre 2023)           | TBA            |                  | 3 luglio 2018    |
| 53 | Par ici la sortie             | Scomparso in azione                     | Where's The Exit (4 Novembre 2023)                | TBA            |                  | 5 luglio 2018    |
| 54 | La fuite des cerveaux         | Quando si ha cervello                   | Brainy Roaches (2 Dicembre 2023)                  | TBA            |                  | 7 luglio 2018    |
| 55 | Un voisin à cajoler           | Il gatto del vicino                     | Nursing The Neighbor (3 Dicembre 2023)            | TBA            |                  | 9 luglio 2018    |
| 56 | Mission spatiale              | Persi nello spazio                      | Space Journey (4 Dicembre 2023)                   | TBA            |                  | 11 luglio 2018   |
| 57 | Le Duel                       | Il duello                               | Boxing Match (5 Dicembre 2023)                    | TBA            |                  | 13 luglio 2018   |
| 58 | Complètement givré            | Calma glaciale                          | Freezing Cold (6 Dicembre 2023)                   | TBA            |                  | 15 luglio 2018   |
| 59 | Panique à bord                | Aiuto Aiuto                             | A Dreamy Cruise (7 Dicembre 2023)                 | TBA            |                  | 17 luglio 2018   |
| 60 | Sous hypnose                  | Ip Ip Ip Ipnosi                         | Hypnotic Oggy (8 Dicembre 2023)                   | TBA            |                  | 19 luglio 2018   |
| 61 | Trente millions d'Oggy        | La vita è uno zoo                       | Life's a Zoo (9 Dicembre 2023)                    | TBA            |                  | 21 luglio 2018   |
| 62 | Leçon de pêche                | Oggy va a pesca                         | Fishing Frenzy (6 Gennaio 2024)                   | TBA            |                  | 23 luglio 2018   |
| 63 | Le serpent gourmand           | Attenzione al boa                       | Snake and Snacks (7 Gennaio 2024)                 | TBA            |                  | 25 luglio 2018   |
| 64 | Oggy et le grand méchant loup | Il grande lupo cattivo                  | The Big Bad Wolf (8 Gennaio 2024)                 | TBA            |                  | 27 luglio 2018   |
| 65 | Mauvais perdants              | Sport poveri                            | Poor Sports (9 Gennaio 2024)                      | TBA            |                  | 29 luglio 2018   |
| 66 | Cafards XXL                   | Oggy e gli scarafaggi giganti           | The Giant Roaches (20 Gennaio 2024)               | TBA            |                  | 1 agosto 2018    |
| 67 | Le distributeur               | Il distributore di cibo                 | The Food Dispenser (21 Gennaio 2024)              | TBA            |                  | 3 agosto 2018    |
| 68 | Là-haut sur la montage        | La montagna                             | Up, Up and Up! (22 Gennaio 2024)                  | TBA            |                  | 5 agosto 2018    |
| 69 | Commandant Jack               | Il dittatore                            | General Jack (7 Febbraio 2024)                    | TBA            |                  | 27 agosto 2018   |
| 70 | Classe de rêve                | Ritorno a scuola                        | Back To School (8 Febbraio 2024)                  | TBA            |                  | 1 dicembre 2018  |
| 71 | Starmaniac                    | Brutte notizie                          | Fake News (9 Febbraio 2024)                       | TBA            |                  | 3 dicembre 2018  |
| 72 | Le transformateur             | La macchina delle meraviglie            | The Machine (10 Febbraio 2024)                    | TBA            |                  | 5 dicembre 2018  |
| 73 | Qui fait la vaisselle?        | Chi sta facendo i piatti                | Whose Turn To Do The Dishes? (11 Febbraio 2024)   | TBA            |                  | 7 dicembre 2018  |
| 74 | Bla Bla Bla                   | Silenzio per favore                     | Blah Blah Blah (12 Febbraio 2024)                 | TBA            |                  | 9 dicembre 2018  |
| 75 | Oggy fait du ski              | La mania dello sci                      | Alpine Antics (13 Febbraio 2024)                  | TBA            |                  | 21 dicembre 2018 |
| 76 | Oggy Pop                      | Oggy popstar                            | Oggy's Got Talent (14 Febbraio 2024)              | TBA            |                  | 31 dicembre 2018 |
| 77 | Chasse aux sorcières          | Attacco alle streghe                    | The Witch Hunt (15 Febbraio 2024)                 | TBA            |                  | 27 gennaio 2019  |
| 78 | A l'attaque!                  | Tutti al riparo                         | Run For Shelter (16 Febbraio 2024)                | TBA            |                  | 31 gennaio 2019  |